# هوانغ سيوك هو
هوانغ سيوك هو (بالكورية: 황석호)‏ (و. 1989  م) هو لاعب كرة قدم، من كوريا الجنوبية، ولد في تشونغجو، شارك في الألعاب الأولمبية الصيفية 2012، وكأس العالم 2014، مركز لعبه هو مُدَافِع.

## وصلات خارجية
- هوانغ سيوك هو على موقع الاتحاد الدولي (مؤرشف)  (الإنجليزية)
- هوانغ سيوك هو على موقع رابطة كرة القدم اليابانية للمحترفين (اليابانية)
- هوانغ سيوك هو على موقع دوري كوريا الجنوبية (الإنجليزية)
- هوانغ سيوك هو على موقع إي إس بي إن إف سي (الإنجليزية)
- هوانغ سيوك هو على موقع قاعدة بيانات كرة القدم.إي يو (الإنجليزية)
- هوانغ سيوك هو على موقع ناشيونال فوتبول تيمز (الإنجليزية)
- هوانغ سيوك هو على موقع Soccerbase.com (لاعب) (الإنجليزية)
- هوانغ سيوك هو على موقع Soccerway.com (الإنجليزية)
- هوانغ سيوك هو على موقع عالم كرة القدم.نت (الإنجليزية)
- هوانغ سيوك هو على موقع أوليمبيديا (الإنجليزية)